# 韓敘
韓 叙（かん じゅ）は、中華人民共和国の外交官。1985年から1989年まで駐米大使を務めた。

## 生涯
1949年に外交部に入省。1954年のジュネーヴ会議と1955年のバンドン会議、および1961年のジュネーヴ会議に参加。1970年代から1980年代にかけて、ヘンリー・キッシンジャー、リチャード・ニクソン、ロナルド・レーガンら訪中した要人の接待役を担当。1982年から1985年まで外交部副部長。1985年から1989年まで駐米大使。1989年以降、中国人民対外友好協会会長を務め、民間外交に従事。第8期全国政協にて、常務委員会委員および外交委員会主任委員を務めた。
1994年、北京にて死去。